# Systole atratula
Systole atratula är en stekelart som först beskrevs av Dalla Torre 1898.  Systole atratula ingår i släktet Systole och familjen kragglanssteklar. Inga underarter finns listade i Catalogue of Life.